# ساریجالی (آق‌دام)
ساریجالی (ترکی آذربایجانی: Sarıcalı) یک منطقهٔ مسکونی در جمهوری آرتساخ است که در استان آسکران واقع شده‌است. ساریجالی ۱۸۴۸ نفر جمعیت دارد.